# Neptosternus wewalkai
Neptosternus wewalkai är en skalbaggsart som beskrevs av Balke, Hendrich och C. M. Yang 1997. Neptosternus wewalkai ingår i släktet Neptosternus och familjen dykare. Inga underarter finns listade i Catalogue of Life.